# Elin Johansson (författare)
Elin Margareta Johansson, född 20 mars 1978, är en svensk gymnasielärare och barnboksförfattare.
Elin Johansson undervisar i bland annat svenska i Tavelsjö. Hon debuterade som författare 2018 med Veckan före barnbidraget.